# 根海姆
根海姆是德国莱茵兰-普法尔茨州的一个市镇。总面积6.54平方公里，总人口1484人，其中男性715人，女性769人（2011年12月31日），人口密度227人/平方公里。